# Hildegarde de Bavière
Pour les articles homonymes, voir Hildegarde de Bavière (1881-1948).
Hildegarde de Bavière, née en 1825 et morte en 1864, est archiduchesse d'Autriche et duchesse de Teschen par son mariage en 1844.

## Biographie
Fille de Louis Ier de Bavière et de Thérèse de Saxe-Hildburghausen, Hildegarde de Bavière est la soeur du roi Maximilien II de Bavière, du roi Othon Ier de Grèce, de la grande-duchesse de Hesse, Mathilde de Bavière, de la duchesse de Modène Aldegonde de Bavière. De plus, elle est une très proche parente de tous les souverains de la Confédération Germanique et d'Italie. 
Elle épouse en 1844 l'archiduc Albert d'Autriche, duc de Teschen (1817-1895), fils du célèbre archiduc Charles qui s'est illustré contre Napoléon Ier et frère de la reine des Deux-Siciles. Très riche, homme fort de la famille impériale et chef de file des conservateurs, il est un proche de l'archiduchesse Sophie, mère du futur empereur François-Joseph Ier  et tante d'Hildegarde. 
Trois enfants sont nés de cette union :
- Marie-Thérèse (1845-1927), qui épouse en 1865 Philippe de Wurtemberg (1838-1917)
- Charles Albert  (1847-1848)
- Mathilde (1849-1867)

Après la révolution de 1848, l'archiduc est, de 1851 à 1860, gouverneur de la rebelle Hongrie. Il doit cette charge à l'archiduchesse Sophie, tante de sa femme et mère influente de l'empereur François-Joseph Ier. Il en est démis en 1860, lorsque l'empire s'engage dans une politique plus libérale à la suite des défaites autrichiennes en Italie.
En 1854, l'archiduchesse Hildegarde a la surprise d'être reçue avec une grande familiarité par la nouvelle impératrice qui, ne lui laissant pas le temps de faire la révérence, l'embrasse sur les deux joues parce qu'elle est sa cousine. Il s'agit de la fameuse Sissi qui ne connaissait guère l'étiquette et les usages des cours.
L'archiduchesse Hildegarde prend froid en revenant des obsèques de son frère, le roi Maximilien II de Bavière. Elle meurt peu après à 38 ans. Son corps repose dans la crypte des Capucins à Vienne.